# Toshiko Abe
Toshiko Abe (阿部 俊子, Abe Toshiko), née le 19 mai 1959, est une femme politique japonaise, représentant la préfecture d'Okayama à la Chambre des représentants du Japon pour le parti libéral démocrate japonais. Elle est nommée plusieurs fois à des fonctions secondaires dans différents gouvernements Abe depuis 2012, avant d'être nommée Ministre de l'Éducation, de la Culture, des Sports, des Sciences et de la Technologie en octobre 2024 dans le gouvernement Ishiba. 

## Jeunesse et carrière pré-électorale
Abe nait le 19 mai 1959 dans la ville d'Ishinomaki, dans la préfecture de Miyagi, où elle effectue sa scolarité et décroche un diplôme de diététicienne. En tant que fille aînée, elle est tout d'abord pressentie à la succession de l'entreprise de son père, spécialisée dans les matériaux de construction et le béton prêt à l'emploi. Peu intéressée, elle décide à 24 ans de devenir infirmière, un métier qui l'intéressait dès le collège. Elle décide de se spécialisé dans l'accompagnement des personnes âgées, et poursuit ses études aux États-Unis pour maîtriser l'anglais.
À 32 ans, elle retourne au Japon pour co-diriger une résidence de soins pour personnes âgées basée sur le modèle américain, avec des patients internationaux. À la suite de cette expérience, elle décide de se lancer en politique. Elle devient tout d'abord conseillère municipale, puis professeur d'université et vice-présidente de l'Association japonaise des soins infirmiers en 2003,,. 

## Carrière électorale
Elle rejoint le Parti libéral-démocrate en 2005, pensant que l'Association japonaise des soins infirmiers devait s'associer au parti au pouvoir. De plus, elle est également inspirée par d'autres femmes entrées récemment en politique, comme Satsuki Katayama ou Yukari Satō (en). Après un entretien avec Shinzō Abe, qui lui indique que le PLD ne soutient plus Takeo Hiranuma dans la troisième circonscription de la préfecture d'Okayama, elle obtient l'investiture du parti dans la circonscription. Elle est finalement élue à la relance proportionnelle, à l'issue des élections législatives japonaises de 2005. Elle est l'une des dix enfants de Koizumi à être réélue en 2009, toujours à la relance proportionnelle, puis en 2012, puis en 2014.   
En 2017, le PLD ne donne pas l'investiture à Abe, qui se présente contre le fils de Takeo Hiranuma, Shōjirō Hiranuma (ja). En effet, le parti décide de soutenir le gagnant de l'élection. Elle est donc élue pour représenter la troisième circonscription de la préfecture d'Okayama à la suite de cette élection sans étiquette, mais siège sur les bancs du PLD durant la 48e législature de la Diète. Ce duel a de nouveau lieu lors des élections législatives japonaises de 2021, et est cette fois remporté par Hiranuma, qui s'encarte par la suite au PLD. Abe conserve néanmoins un siège à la Diète, toujours grâce à la relance proportionnelle.
À la suite de l'affaire de la caisse noire japonaise 2023-2024, plusieurs membres du gouvernement Kishida II démissionnent, éclaboussés par les différents scandales. Toshiko Abe remplace ainsi Shūhei Aoyama (ja) au poste de vice-ministre de l'Éducation de la Culture, des Sports, des Sciences et de la Technologie en décembre 2023, et rejoint le gouvernement Kishida,.
Lors des élections à la présidence du Parti libéral-démocrate japonais de 2024, Abe soutient Katsunobu Katō.

## Prises de position
Un temps proche de l'ancien Premier ministre Tarō Asō, elle rejoint sa faction à la Diète en 2017, mais quitte cette dernière en 2022.
Comme la majorité des représentants de son parti, elle fait la promotion des Abenomics, politique économique japonaise promue par le Premier ministre Shinzō Abe, qu'elle soutient. Elle estime également que l'énergie nucléaire est nécessaire à la contribution énergétique japonaise pour le moment, même si l'armement nucléaire ne devrait pas être envisagé. En outre, elle souhaite une révision de la Constitution antimilitariste du Japon.
Elle soutient le maintien des femmes dans la famille impériale japonaise, même après leur mariage, ainsi que l'ascension d'une femme sur le trône de Chrysanthème.

## Vie privée
Elle épouse un homme d'affaires rencontré pendant son séjour à l'étranger. Elle est de confession protestante. 